# Hemiplegia
Hemiplegia (Hemi- metade, -plegia paralisia) é a paralisia de metade sagital (esquerda ou direita) do corpo. É mais grave que hemiparesia que se refere apenas a dificuldade de movimentar metade do corpo. Atinge cerca de 57 pessoas em cada 100.000 habitantes, principalmente por problemas na gravidez ou por AVC, sendo mais frequente assim em recém-nascidos e idosos.

## Causas
Pode ser consequência de problemas durante a gravidez (hemiplegia congênita) ou sequela de um acidente vascular cerebral ou de um traumatismo severo que lesione o trato corticoespinhal(hemiplegia adquirida). 
Outras possíveis causas incluem infecção (encefalite), desmielinização dos axônios por esclerose, agravamento de quadro diabético, parassonia noturna e tumores em tecido neurológicos (glioma ou/e meningioma).

## Tratamento
O tratamento varia muito dependendo da causa da hemiplegia, mas geralmente inclui meses ou anos de reabilitação com fisioterapeuta, Psicomotricista e terapeuta ocupacional para recuperar algumas habilidades ou desenvolver novas habilidades que permitam uma vida mais saudável e independente. Além disso exercícios físicos ajudam a desenvolver a musculatura necessária para uma marcha e movimentos mais eficientes.
Relaxantes musculares e analgésicos são usados para diminuir as dores, especialmente no ombro. Alguns indivíduos com hemiplegia podem se beneficiar de algum tipo de ortese. Existem muitos tipos de aparelhos e talas disponíveis para estabilizar a articulação, ajudar com a caminhada e manter o tronco ereto.

### Cirurgias
A cirurgia pode ser usado se o indivíduo desenvolve excessivas contraturas por desequilíbrio da atividade muscular. Nesses casos, um cirurgião pode cortar alguns ligamentos para aliviar as contraturas articulares. Os indivíduos que são incapazes de engolir podem precisar de entubamento para alimentação. Esse tubo permite que um alimento líquido e nutritivo seja levado ao estômago.  

## Tipos de hemiplegia

### Espástica
Quando os músculos se tornam rígidos e fracos e o indivíduo tem dificuldade de falar e locomover-se.

### Coreoatetóide
Tipo de paralisia em que os músculos espontaneamente se movem devagar e sem controle.

### Atáxica
Paralisia cerebral que leva o paciente a ter pouca coordenação e movimentos inseguros de tronco e membros.

### Mista
Na paralisia cerebral classificada como mista, estão presentes num único paciente sintomas de mais de um tipo das paralisias antes mencionadas, em geral paralisia espástica e coreoatetóide combinadas.
A paralisia cerebral não é considerada uma doença e, via de regra, não tem características progressivas, o que significa que o paciente tem sempre as mesmas dificuldades devido à região do cérebro afetada pela paralisia, e a lesão do cérebro tende a não evoluir. 

## Ligação externa
- Revisão bibliográfica sobre hemiplegia
- Tipos de hemiplegia